# Lương Sơn, Lâm Đồng
Lương Sơn là một thị trấn thuộc huyện Bắc Bình, tỉnh Bình Thuận, Việt Nam.
Thị trấn Lương Sơn có diện tích 29,93 km², dân số năm 2007 là 13.843 người, mật độ dân số đạt 463 người/km².